# Укко
У́кко (фин. Ukko [ˈukːo], также именуется Исянен, фин. Isänen, эст. Эйке, эст. Ванем («Старик»), эст. Таеватаат («Небесный дед»), фин. Äijä [ˈæi̯jæ] или фин. Äijö [ˈæi̯jø] «прародитель», «дед», «старец», эст. Uku) — верховный бог, бог-громовержец (громовник), божество неба, погоды, урожая и грома в карело-финской мифологии. 
Представлялся как старец с седой бородой в голубом плаще, живущий на небе и перемещающийся на своей колеснице по каменной небесной дороге. Основной его атрибут как божества грома — молния. Упоминается в «Калевале», где участвует в повествовании и оказывает различную помощь главным героям, а также фигурирует в финских заговорах. Один из символов Укко — каменный топор. 
Некоторые исследователи считают, что образ Укко испытал значительное влияние индоевропейских представлений о божестве неба и грома, в особенности — скандинавское влияние, где божеством грома и молнии выступал Тор. Отмечается, что каменный топор бога Укко имеет некоторое сходство с молотом Тора, изображаемом в скандинавской культуре.

## Этимология
Имя Укко (фин. Ukko [ˈukːo]) соотносится с определением грома в финском языке (фин. ukkonen), которое является уменьшительной формой изначального, более древнего имени божества грома и молнии. Само же имя бога Укко исследователями возводится к фин. uros «человек, мужчина», и далее — к протофин. *uros, которое сопоставляется с протосаам. *orēs и считается производным корня *urɜ «мужчина».

## Мифология

Топор Укко (или молот Укко) — дохристианский амулет, посвящённый Укко

Микаэль Агрикола описывает священный брак Укко и богини Рауни. Первоначально Укко («старец») был всего лишь эпитетом Юмалы — древнейшего небесного божества, но со временем Юмала стало обозначением бога вообще, в том числе христианского, а Укко стал изображаться как бог грома. Его другие названия: Исянен, Ильман Укко. Он соответствует эстонскому богу Уку.
Пара Укко и Рауни является типичным дуалистическим представлением финно-угорских мифов о противопоставлении Неба — верховного, мужского божества, творца вселенной, и Земли — женского божества, зачастую — жены Неба. В Калевале описывается акт творения Укко всего сущего:

Укко,
тот Творец всевышний,
сам он, Укко, Бог небесный,
отделил от неба воду,
разделил он воду с сушей (9: 33-36) Калевала.
Оригинальный текст (фин.)Tuo Ukko, ylinen luoja,
itse ilmojen jumala,
ilmasta ve'en eroitti,
veestä maati manterehen.

## В топонимике
В языческие времена имя Укко глубоко проникло в топонимику Финляндии и Карелии — повсеместно встречаются названия, связанные с капищами или просто посвящённые небесному божеству: мыс Укко (Ukkoniemi), остров Укко (Ukkosaari), ручей Укко (Ukko-oja) и т. п. На озере Инари находится остров Уконкиви («камень Укко»), который был священным местом для саамов и служил им для жертвоприношений.
В городе Петрозаводске (Республика Карелия, Россия) имеется аллея Тропа Укко.

## В лингвистике
В современном финском языке гроза до сих пор называется словом ukkonen (уменьшительно-ласкательная форма Ukko) или ukonilma, что буквально означает «погода Укко».